# جون دبليو. ديفيس (سياسي)
جون دبليو. ديفيس (بالإنجليزية: John W. Davis)‏ هو سياسي أمريكي، ولد في 30 يوليو 1918، وتوفي في 25 ديسمبر 2003. حزبياً، نشط في الحزب الديمقراطي. وقد انتخب عضو جمعية نيوجيرسي العامة.